# Bourkes parkiet
Bourkes parkiet (Neopsephotus bourkii), vernoemd naar generaal Richard Bourke (1777-1855), gouverneur van New South Wales. Het is de enige soort binnen het geslacht Neopsephotus. Het is een endemische vogelsoort uit Australië.

## Kenmerken
De Bourkes parkiet wordt 18,5 tot 22,5 centimeter lang. Het is een vrij kleine, zachtbruin gekleurde parkiet. De borst heeft een vage rode kleur die naar de buik toe feller rood wordt. Verder is de vuilwitte oogring een kenmerk. Het vrouwtje is doorgaans wat kleiner dan het mannetje en heeft een smallere kop. Blauwe kopveren voor op de kruin zijn alleen bij het mannetje aanwezig.

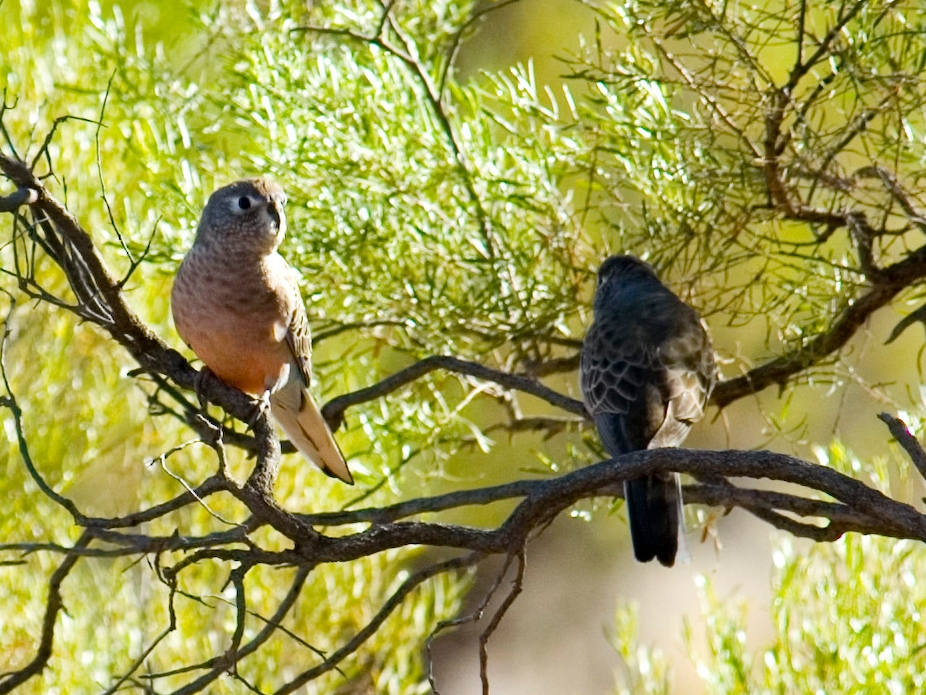
Paartje (wilde) Bourkes parkieten in Queensland

## Leefwijze
Bourkes parkiet leeft vrijwel uitsluitend op (gras)zaden. Bourkes parkieten zijn zeer sociale, uiterst verdraagzame vogels, die veelal in groepen samenleven en veel op grond te vinden zijn. Eenmaal gevormde paren blijven elkaar doorgaans trouw.

## Voortplanting
Bourkes parkieten leggen hun eitjes op zachte, enigszins vochtige onderlaag in een holte in een boom. Er worden 3 tot 6 eitjes gelegd, die door het vrouwtje gedurende 18 tot 20 dagen bebroed worden. Op een leeftijd van 6 weken zijn ze al zelfstandig. Bourkes parkieten zijn productieve vogels; de paren brengen meestal meerdere legsels per jaar groot. Jonge dieren hebben na ongeveer 8 maanden hun volwassen kleur.

## Verspreiding en leefgebied
Het is een bewoner van de droge vlakten en scrublands in het midden en westen van Australië (West-Australië, Zuid-Australië en het zuiden van het Noordelijk Territorium, het zuiden van Queensland en het noorden van New South Wales).

## Status
Bourkes parkiet heeft een groot verspreidingsgebied en daardoor alleen al is de kans op de status kwetsbaar (voor uitsterven) gering. De grootte van de populatie is niet gekwantificeerd, maar de aantallen nemen toe. Om deze redenen staat deze kleine papegaai als niet bedreigd op de Rode Lijst van de IUCN.